# Iraqia
Iraqia es un género de foraminífero bentónico de la subfamilia Dictyoconinae, de la familia Orbitolinidae, de la superfamilia Orbitolinoidea, del suborden Orbitolinina y del orden Loftusiida. Su especie tipo es Iraqia simplex. Su rango cronoestratigráfico abarca desde el Aptiense (Cretácico inferior) hasta el Cenomaniense (Cretácico superior).

## Discusión
Clasificaciones previas incluían Iraqia en el suborden Textulariina del orden Textulariida o en el orden Lituolida.

## Clasificación
Iraqia incluye a las siguientes especies:
- Iraqia barremiana †
- Iraqia flandrini †
- Iraqia hensoni †
- Iraqia minima †
- Iraqia simplex †